# Copa de baloncesto de Dinamarca
La Copa de baloncesto de Dinamarca es un torneo de eliminación de baloncesto que se celebra anualmente en Dinamarca desde el año 1975.

## Palmarés
| - 1975 Falcon - 1976 SISU Copenhagen - 1977 SISU Copenhagen - 1978 Falcon - 1979 Falcon - 1980 Stevnsgade Basketball - 1981 BBK BMS - 1982 BBK BMS - 1983 BBK BMS - 1984 SISU Copenhagen - 1985 BBK BMS - 1986 SISU Copenhagen - 1987 Stevnsgade Basketball - 1988 BBK BMS - 1989 SISU Copenhagen - 1990 Værløse Basket - 1991 BBK BMS | - 1992 Horsens IC - 1993 Stevnsgade Basketball - 1994 Stevnsgade Basketball - 1995 Horsens IC - 1996 SISU Copenhagen - 1997 SISU Copenhagen - 1998 SISU Copenhagen - 1999 Skovbakken Basketball - 2000 Skovbakken Basketball - 2001 Værløse Basket - 2002 BF Copenhagen - 2003 Skovbakken Basketball - 2004 SK Århus - 2005 BK Amager - 2006 Skovbakken Basketball - 2007 Svendborg Rabbits - 2008 Bakken Bears | - 2009 Bakken Bears - 2010 Bakken Bears - 2011 Svendborg Rabbits - 2012 Bakken Bears - 2013 Svendborg Rabbits - 2014 Svendborg Rabbits - 2015 Horsens IC - 2016 Bakken Bears - 2017 Team FOG Næstved - 2018 Bakken Bears - 2019 Horsens IC - 2020 Bakken Bears - 2021 Bakken Bears - 2022 Svendborg Rabbits - 2023 Bakken Bears - 2024 Team FOG Næstved |

### Últimas finales
| Temporada | Campeón           | Marcador    | Finalista           | MVP               | Ref.        |
| --------- | ----------------- | ----------- | ------------------- | ----------------- | ----------- |
| 2012–13   | Bakken Bears      | 106–69      | Horsholm 79ers      | Morten Sahlertz   | [ 1 ]       |
| 2013–14   | Svendborg Rabbits | 87–84       | Bakken Bears        | Johnell Smith     | [ 2 ]       |
| 2014–15   | Horsens IC        | 100–62      | Randers Cimbria     | Skyler Bowlin     | [ 3 ] [ 4 ] |
| 2015–16   | Bakken Bears      | 83–66       | Horsens IC          | Shawn Glover      | [ 5 ] [ 6 ] |
| 2016–17   | Team FOG Næstved  | 81–80       | Horsens IC          | Myles Mack        | [ 7 ]       |
| 2017–18   | Bakken Bears      | 100–67      | Copenhagen Wolfpack |                   |             |
| 2018–19   | Horsens IC        | 105–70      | Svendborg Rabbits   | Vedran Borovcanin | [ 8 ]       |
| 2019–20   | Bakken Bears      | 80–89       | Horsens             |                   |             |
| 2020–21   | Bakken Bears      | 82–81 (Pr.) | Horsens             |                   |             |
| 2021–22   | Svendborg Rabbits | 87–85 (Pr.) | Bakken Bears        | Sebastian Åris    | [ 9 ]       |
| 2022–23   | Bakken Bears      | 82-61       | Randers Cimbria     |                   |             |
| 2023–24   | Team FOG Næstved  | 89-86       | Bakken Bears        |                   |             |

## Títulos por club
| Club                  | Campeonatos | Años                                                                               |
| --------------------- | ----------- | ---------------------------------------------------------------------------------- |
| Bakken Bears          | 14          | 1999, 2000, 2003, 2004, 2006, 2008, 2009, 2010, 2012, 2016, 2018, 2020, 2021, 2023 |
| SISU Copenhagen       | 8           | 1976, 1977, 1984, 1986, 1989, 1996, 1997, 1998                                     |
| BBK BMS               | 6           | 1981, 1982, 1983, 1985, 1988, 1991                                                 |
| Svendborg Rabbits     | 5           | 2007, 2011, 2013, 2014, 2022                                                       |
| Horsens IC            | 4           | 1992, 1995, 2015, 2019                                                             |
| Stevnsgade Basketball | 4           | 1980, 1987, 1993, 1994                                                             |
| Falcon                | 3           | 1975, 1978, 1979                                                                   |
| Værløse Basket        | 2           | 1990, 2001                                                                         |
| Team FOG Næstved      | 2           | 2017, 2024                                                                         |
| BK Amager             | 1           | 2005                                                                               |
| BF Copenhagen         | 1           | 2002                                                                               |